# Combate do Alegre
O Combate do Alegre foi uma batalha naval da Guerra do Paraguai travada no dia 11 de julho de 1867 nas proximidades da cidade de Corumbá, no rio São Lourenço, atual Mato Grosso do Sul, entre brasileiros e paraguaios. Durante o abastecimento de carne, "carneamento", para as tropas que ali estavam, vindos da retomada de Corumbá, uma pequena esquadra de vapores paraguaios haviam subido o rio em perseguição aos brasileiros, após os primeiros terem sido derrotados. O ataque paraguaio foi de inicial surpresa, porém foram derrotados pelos homens do tenente-coronel Antônio João da Costa. Destacou-se a perda e reconquista do vapor brasileiro Jauru.

## Contexto
Corumbá já estava ocupada por quase dois anos pelos paraguaios. O então presidente do Mato Grosso Couto Magalhães organizou um corpo expedicionário em Cuiabá de onde partiu em 15 de maio de 1867 nos vapores "Antônio João", "Alfa", "Jaurú" e "Corumbá". No dia 13 de junho, os expedicionários alcançaram a cidade e cerca de 400 deles lançaram uma ofensiva de surpresa ao inimigo. Após intensa luta corpo a corpo os praças brasileiros saem vitoriosos, porém Couto Magalhães ordenou que suas tropas se retirassem da cidade imediatamente devido ao um surto de varíola que assolava o lugar. Os vapores partiram de volta para Cuiabá e no caminho fundearam às margens da fazenda do Alegre, próximo de Corumbá para o abastecimento das tropas embarcadas.

## Batalha
A tropa estava retornando para a capital quando no dia 11 de julho o Jaurú e o Antônio João que rebocavam no total de 6 chatas atracam no porto do Alegre. Iniciou-se o abastecimento de provisões, principalmente carne para os soldados. Os trabalhos são realizados sem qualquer preocupação. À tarde, surgiram de surpresa três vapores paraguaios que estavam em perseguição das tropas que lhes causaram a derrota em Corumbá. Neste momento subiu em rápida velocidade o vapor paraguaio Salto de Guaíra do comandante Romualdo Nuñez e iniciou abordagem do vapor brasileiro Jaurú. Imediatamente se iniciou viva fuzilaria da artilharia posta nos barrancos e um engajamento com os atiradores da Guarda Nacional do tenente-coronel Antônio João da Costa, logrando vitória inicial na abordagem do Jaurú. Logo veio em auxílio o vapor Antônio João sob o comando de Balduíno de Aguiar, veterano na batalha do Forte de Coimbra. O vapor brasileiro forçou a retirada do Salto de Guaíra e em seguida abordou o Jauru, que aquela altura era controlado por trinta paraguaios, e retomou o navio para o brasileiros novamente. O combate terminou com vitória dos brasileiros e um saldo de 33 mortos e feridos e um navio afundado.